# Crise d'Abyssinie
La crise d'Abyssinie est une crise diplomatique qui se déroula entre 1934 et 1937 à propos de la  politique d'agression de l'Éthiopie par l'Italie. Elle trouve son origine dans « l'incident de Welwel » survenu le 22 novembre 1934, qui marqua une accélération du conflit en cours entre le royaume d'Italie (Regno d'Italia) et l'Empire éthiopien (alors connu sous le nom « Abyssinie » en Europe).
La crise eut pour effets directs de miner la crédibilité de la Société des Nations et d'encourager l'Italie fasciste à s'allier avec l'Allemagne nazie. La crise contribua aussi à mettre un terme à la paix en Europe par la constitution progressive de deux camps opposés.

## Contexte international de règlement pacifique des conflits
L'Italie et l'Abyssinie étaient membres de la Société des Nations, qui fondée en juin 1919, à l'issue de la Première Guerre mondiale, visait à trouver une issue diplomatique aux futures crises internationales. L'Italie en était un de ses membres fondateurs. L'Abyssinie ne l’ayant rejointe le 28 septembre 1923, sept ans après le coup d’état ayant renversé lidj Iyasu et fait de Ras Tafari Makonnen, le corégent d'Éthiopie. Celui-ci deviendra Haïlé Sélassié lors de son couronnement en 1930.
Avec l'article X de ses statuts, la SDN disposait d'une règle interdisant l'agression entre ses membres. Le 6 août 1928, en plus de leur engagement de respect de cet article X, l'Italie et l'Abyssinie avaient signé le traité d’amitié italo-éthiopien, scellant l'amitié entre les deux nations pour 20 ans. Puis, le 27 août, les deux pays avaient signé le pacte Briand-Kellogg, traité international prévoyant la renonciation à la guerre comme instrument de politique nationale.
L'Italie poursuivit une politique de provocation et se préparait pour l'invasion de l'Éthiopie, décrite comme suit par la SDN :

« Aux endroits où il n'y a pas un seul ressortissant italien, un consul établit lui-même, dans une zone connue comme territoire consulaire avec une garde d'environ 90 hommes, dont il revendique l'immunité juridictionnelle. Ceci est un abus manifeste de privilèges consulaires. L'abus est d'autant plus grand que les fonctions du consul, excepté la fourniture d'informations à caractère militaire, consiste en la constitution de stocks d'armes, qui constituent une menace pour la paix du pays, que ce soit d'un point de vue intérieur ou d'un point international. »

En 1930, l'Italie construisit un fort à Welwel, une oasis dans l'Ogaden. Le fort était dans une zone frontière aux limites mal définies. Aujourd'hui, elle se situe à environ 130 km à l'intérieur de l'Éthiopie. Le 29 septembre 1934, l'Italie et l'Abyssinie publièrent une déclaration conjointe de renonciation à toute agression réciproque.

### Incident de Welwel

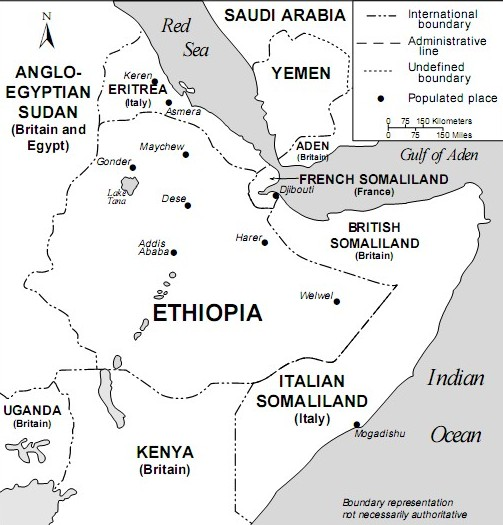
La Corne de l'Afrique et le sud-ouest de la péninsule arabique vers 1930 avant la Seconde guerre italo-éthiopienne. Welwel serait à l'intérieur du territoire éthiopien selon la carte, préparée par la Bibliothèque du Congrès. La carte spécifie que la « représentation des frontières ne fait pas nécessairement autorité », et Welwel n'était qu'un petit fort à 20 km du plus proche village. Welwel est maintenant un peu plus de 100 km à l'intérieur des frontières éthiopiennes.

Le traité italo-éthiopien de 1928 avait défini la frontière entre la Somalie italienne et l'Abyssinie comme étant distante de 21 lieues (environ 120 km) et parallèle à la côte de Benadir. En 1930, l'Italie construisit un fort à l'oasis Welwel (en italien Ual-Ual) dans l'Ogaden, bien au-delà de la limite de 21 lieues.
Le 22 novembre 1934, une force d'un millier de miliciens éthiopiens dirigée par trois fitaurari (commandants politico-militaires éthiopiens) arriva près de Welwel et demanda à la garnison d'environ soixante dubats (des combattants indigènes somaliens auxiliaires des troupes italiennes) de se retirer de la région. Le sous-officier somalien de la garnison refusa et le notifia au capitaine Cimmaruta, commandant de la garnison d’Uarder (à 20 km de Welwel). Le lendemain, alors qu’elle arpentait la frontière entre le Somaliland britannique et l'Éthiopie, une commission frontalière anglo-éthiopienne arriva à Welwel. Elle dut faire face à une force italienne déjà sur les lieux. Les membres britanniques de la commission protestèrent mais se retirèrent pour éviter un incident international. Les membres éthiopiens de la commission séjournèrent cependant à Welwel.

Entre le 5 et le 7 décembre, pour des raisons jamais clairement déterminées, une escarmouche se produisit entre la garnison des Somaliens au service de l’Italie et une force d'Éthiopiens armés. Selon les Italiens, les Éthiopiens attaquèrent les Somaliens avec un feu nourri de fusils et de mitrailleuses. Les Éthiopiens affirmèrent que les Italiens les avaient attaqués et avaient été appuyés par deux chars et trois avions. L'issue du combat se solda par environ 107 Éthiopiens et 50 Italiens et Somaliens tués. Aucune des deux parties ne tenta quoi que ce soit en vue d'éviter la confrontation. Les Éthiopiens menacèrent à plusieurs reprises la garnison italienne d'une attaque armée, et les Italiens envoyèrent deux avions au-dessus du camp éthiopien pour le mitrailler.

## Réponse internationale et conséquences
Le 6 décembre 1934, l'empereur d'Éthiopie, Haïlé Sélassié Ier, protesta contre l’agression italienne à Welwel. Le 8 décembre, l'Italie demanda des excuses et le 11 décembre ajouta une demande de compensation financière et stratégique. Le 3 janvier 1935, l'Éthiopie fit appel à la Société des Nations (SDN) afin d’arbitrer l’incident de Welwel, mais la réponse de la SDN ne fut pas concluante. L'analyse du comité d'arbitrage relevant de la SDN, ne retint aucune charge contre les deux parties.
Peu de temps après l'appel initial de l'Éthiopie, le ministre français des Affaires étrangères, Pierre Laval, et le secrétaire  britannique aux Affaires étrangères, Samuel Hoare, rencontrèrent le dictateur italien, Benito Mussolini, à Rome. Le 7 janvier 1935, une rencontre entre Laval et Mussolini aboutit à l'accord franco-italien de Rome, qui donna à l'Italie une partie de Côte française des Somalis (aujourd'hui Djibouti), redéfinit le statut officiel des Italiens en Tunisie française et laissa les mains libres aux Italiens en Éthiopie. En échange, la France espérait un soutien italien contre une agression allemande.
Le 25 janvier, cinq askaris italiens furent tués par les forces éthiopiennes à proximité de Welwel. Le 10 février 1935, Mussolini mobilisa deux divisions. Le 23 février, il commença à envoyer d'importantes troupes en Érythrée et en Somalie italienne, colonies italiennes qui bordaient l'Éthiopie respectivement au nord et au sud. Il y eut peu de protestations internationales face à cette escalade.
Le 8 mars, l'Éthiopie demanda à nouveau un arbitrage et remarqua le renforcement militaire italien. Le 13 mars, l'Italie et l'Éthiopie se mirent d'accord sur une zone neutre dans l'Ogaden. Le 17 mars, l'Éthiopie fit à nouveau appel à la SDN à cause de la montée en puissance continue de l’armée italienne. Le 22 mars, les Italiens cédèrent à la pression de la SDN quant à l'arbitrage dans l'incident de Welwel. Cependant, le 11 mai, l'Éthiopie protesta à nouveau contre la mobilisation continue italienne.
Entre le 20 et le 21 mai, la SDN tint une session spéciale pour discuter de la crise d'Abyssinie. Le 25 mai, un Conseil de la SDN se résolut à répondre si un cinquième arbitre n'avait pas été choisi le 25 juin ou un accord n'avait pas été trouvé le 25 août. Le 19 juin, l'Éthiopie demanda l'envoi d'observateurs neutres. Les 23 et 24 juin, le Royaume-Uni tenta de calmer la crise et envoya son sous-secrétaire d'État aux Affaires étrangères, Anthony Eden, pour négocier la paix. Cette mission était vouée à l’échec puisque Mussolini souhaitait conquérir l’Abyssinie[réf. nécessaire]. Le Royaume-Uni déclara un embargo sur les armes à destination de l’Italie et de l'Éthiopie le 25 juillet. De nombreuses personnes le considéraient un résultat direct du décret italien spécifiant que la fourniture d'armes à Éthiopie serait perçue comme un acte inamical. Le Royaume-Uni retira également ses navires de guerre de la mer Méditerranée, ce qui permettait à l'Italie un accès sans entrave en Afrique orientale.
Le 25 juin, des officiels italiens et éthiopiens se réunirent à La Haye pour discuter de l'arbitrage. Ces discussions avaient échoué le 9 juillet. Le 26 juillet, la SDN confirma qu'aucun cinquième membre n’avait été sélectionné. Le 3 août, la SDN limita l’arbitrage aux questions en cours, excepté celle concernant la souveraineté de Welwel. Le 12 août, l'Éthiopie plaida pour la levée de l’embargo sur les armes. Le 16 août, la France et le Royaume-Uni offrirent à l'Italie de grandes concessions en Éthiopie pour éviter la guerre mais sans succès. Le 22 août, le Royaume-Uni réaffirma son embargo sur les armes.
Le 4 septembre, la SDN se réunit à nouveau et exonéra Italie et l'Éthiopie de l'incident de Welwel puisque chacun croyait que Welwel était à l’intérieur de ses frontières. Le 10 septembre, Laval, Eden et même Hoare s’accordèrent pour limiter les sanctions contre l'Italie. Le 25 septembre, l'Éthiopie demanda de nouveau des observateurs neutres.
Le 27 septembre, le Parlement britannique, à l'initiative de Konni Zilliacus (en), adopta à l'unanimité des sanctions contre l'Italie si elle devait continuer ses opérations contre l'Éthiopie. Le 28 septembre, l'Éthiopie commença à mobiliser son armée importante mais mal équipée.

## Guerre et occupation
Le 3 octobre 1935, peu après que la Société des Nations ait exonéré les deux parties de toute responsabilité dans l'incident de Welwel, les forces armées italiennes basées en Érythrée envahirent l’Éthiopie sans déclaration de guerre. L'Éthiopie fut conduit à déclarer la guerre à l'Italie, ce qui commença la Seconde guerre italo-éthiopienne.
Le 7 octobre, la Société des Nations considéra l'Italie comme étant l'agresseur et entama le lent processus pour imposer des sanctions. Cependant, ces sanctions ne s'étendaient pas à plusieurs matériaux vitaux, comme le pétrole, et ne furent pas mises en œuvre par tous les membres de la SDN. Le soutien international à des sanctions était, à ce moment, faible. Les États-Unis, exaspérés par l’incapacité de la Société des Nations à agir, augmentèrent leurs exportations vers l'Italie ; le Royaume-Uni et la France ne prirent aucune action sérieuse contre l'Italie (comme le blocage de l'accès au canal de Suez). Même l'utilisation d’armes chimiques par l’Italie ne contribua guère à changer la passivité de la SDN.
En décembre 1935, les Britanniques et les Français proposèrent le plan secret dit Laval-Hoare qui mettrait fin à la guerre, mais qui permettrait à l'Italie de contrôler de vastes zones de l'Éthiopie. Mussolini accepta le plan, mais il y eut un tollé en Grande-Bretagne et en France lorsque le plan fut divulgué aux médias. Hoare et Laval furent accusés de trahir les Abyssins, et tous deux démissionnèrent. Le plan fut abandonné, mais la perception de l'absence de sérieux de la Grande-Bretagne et de la France au sujet des principes de la SDN se répandit. Après l'abandon du plan, la guerre continua et Mussolini se tourna vers le chancelier allemand Adolf Hitler pour chercher une alliance.
En mars 1936, Hitler remilitarisait la Rhénanie, ce qui était interdit par le traité de Versailles. Les Français cherchèrent alors désespérément l'appui italien contre cette agression allemande directement sur leur frontière et ne prirent donc aucune sanction. La France était prête à donner l'Abyssinie à Mussolini, si bien que ses troupes furent en mesure de continuer leur guerre sans être contestée par le reste de l'Europe.
Hailé Sélassié fut contraint à l’exil le 2 mai. Toutes les sanctions imposées par la SDN furent abandonnées après la conquête par l’Italie de la capitale éthiopienne, Addis-Abeba, le 5 mai 1936. L'Éthiopie fut ensuite fusionnée avec les autres colonies italiennes pour devenir l'Afrique orientale italienne (Africa Orientale Italiana ou AOI). L'Éthiopie ne se rendit jamais officiellement et plaida pour une aide des pays étrangers, notamment lors de l’appel d’Haïlé Sélassié, le 7 juin 1936, à la Société des Nations. Finalement, en 1937, seules six nations ne reconnurent pas l'occupation de l'Italie : la Chine, la Nouvelle-Zélande, l'Union soviétique, la République d'Espagne, le Mexique et les États-Unis. Le contrôle italien de l'Éthiopie ne fut jamais total en raison de la guérilla, plus tard utilisée par les Britanniques durant la Seconde Guerre mondiale, mais en 1940, l’Italie contrôlait les trois-quarts du pays.

## Conséquences
La fin de l'AOI survint rapidement au cours de la Seconde Guerre mondiale. Au début 1941, dans le cadre de la campagne d'Afrique de l'Est, les forces alliées lancèrent des offensives contre la colonie italienne isolée. Le 5 mai 1941, cinq ans après la capture de la capitale par les Italiens, l'empereur Haïlé Sélassié rentra triomphalement dans Addis-Abeba. L'Italie sera défaite peu après.
Il y eut également des impacts majeurs sur la Société des Nations :
- Le pacte Hoare-Laval montra la méfiance du Royaume-Uni et de la France envers la Société des Nations.
- Hitler commença à violer le traité de Versailles avec la remilitarisation de la Rhénanie.
- Le Royaume-Uni et la France furent vus de plus en plus faibles par l'Allemagne, l'Italie et les États-Unis.